# Сигерик II (король Эссекса)
Сигерик II (англ. Sigeric; умер после 829/837) — последний известный король Эссекса.
Сигерик, сын последнего короля Эссекса и первого наместника Эссекского Сигереда, в 830 году был признан графом Эссекса. Однако вскоре ему пришлось бежать в Мерсию, где его объявили королём Эссекса. В 840 году Сигерик умер. Возможно, он был последним представителем Эссексской династии.